# Maike Becker
Anna Maike Balthazar, född den 12 april 1962 i Esens som Maike Becker, är en tysk före detta handbollsspelare och aktiv handbollstränare.

## Spelarkarriär
Maike Becker började spela handboll i lokala klubben TuS Esens, därefter kom hon till MTV Aurich. Hon spelade från 1980 för VfL Oldenburg. Där vann hon tyska cupen 1981. Under åren i VfL Oldenburg spelade hon i ungdomslandslag och sedan även i landslaget. Hon spelade i klubben till 1987 och tillhörde klubbens bästa målgörare under alla de sju åren. 1982–1983 gjorde hon flest mål 93 mål och kom trea i skytteligan i Bundesliga och vann skytteligan i klubben. Senare spelade hon för TuS Walle Bremen i slutet av 1980-talet men då tillhörde klubben inte Handball-Bundesliga ännu. TuS Walle gick upp i Bundesliga 1990. Hon återkom 1992 till Oldenburg och hette då Maike Balthazar eftersom hon hade gift sig. Hela sin elitkarriär spelade hon för VfL Oldenburg.
Maike Becker spelade i de tyska ungdomslandslagen och vann brons vid ungdoms-VM 1981. Hon spelade senare 39 landskamper för Tysklands damlandslag i handboll. Med Tyskland spelade hon i världsmästerskapet i handboll för damer 1982 och sedan också i olympiska sommarspelen 1984.

## Handbollstränare
Maike Becker arbetade som tränare i VfL Oldenburg från 2002 till 2011, först som assisterande tränare för bundesliga-laget från 2002 till 2006 och sedan som ledare för ungdomsverksamheten från 2006 till 2011. Från 2002 till 2011 var hon också landstränare för ungdom vid tyska handbollsförbundet. 2011 blev hon huvudtränare för ungdom i Bayer 04 Leverkusen. Hon stannade i Leverkusen till juni 2013. Från 1 april 2014 arbetade hon som handbollstränare och huvudtränare för ungdom i SV Werder Bremen. I december 2017 tog hon över tränartjänsten på VfL Oldenburg.

## Meriter
- Vinnare av tyska cupen 1981 med VfL Oldenburg
- 3:a vid ungdoms-VM 1981